# コンフェッションズ・パート2
「コンフェッションズ・パート2（Confessions Part II）」は、アメリカ合衆国のR&B歌手アッシャーとジャーメイン・デュプリ、ブライアン・マイケル・コックスによって製作されたアッシャーのR&B楽曲で、アッシャーの2004年のアルバム『コンフェッションズ』からのサード・シングル。この楽曲のプロデュースは、デュプリ、コックスが行っている。

## 解説
この楽曲「コンフェッションズ・パート2」は、歌詞中の主人公の男性が愛人の妊娠の事実を彼の恋人へ告白（男性の不義、背信についてうたった「コンフェッションズ・パート1」の続編）しようとする様子についてうたった楽曲となっている。リリースの同時期にアッシャーのプライベートでの浮気発覚という話題もあったことから、この楽曲の歌詞はアルバムのリリース前から論議を呼び、早くから世間はこれはアッシャー自身ついてうたったものでアッシャー自身の告白であるという断定的な見方をしていた。しかしアルバムのリリース後のちに、楽曲の製作に関わったジャーメイン・デュプリとアッシャー本人は楽曲について、アッシャーの友人の類似した体験談にインスピレーションを受け製作したものであり、それ以上でも以下でもないと語っている。この楽曲は、批評家からは様々な評価を受けている。
成功を収めた「バーン」に続くアルバムからのサード・シングルとしてリリースされたこのシングル「コンフェッションズ・パート2」は、全米シングルチャートBillboard Hot 100にて2週連続の1位を記録した。アルバムからは3作目の1位となった。世界でも、前作よりは劣るものの成功を収めている。

## チャート成績
「コンフェッションズ・パート2」は、前作「バーン」の成功にのるかたちでアメリカ合衆国で成功を収めている。このシングルは、総合シングルチャートBillboard Hot 100に48位で初登場した。この順位は、ファースト、セカンドシングルの「Yeah!」、「バーン」よりも登場順位としては高い順位となった。2004年7月24日付のチャートでは最高位1位を記録し、これにより通算8週にわたって1位を獲得し続けていた同じくアッシャーの「バーン」から1位を奪う形となった。同一アーティストによる1位奪取は、同年にアッシャー自身の楽曲「バーン」が「Yeah!」から1位を奪って以来、2度目の快挙となった。翌週も1位を獲得し、2週連続の1位を果たしている。またこのシングルは前2作と共に25週目でHot 100からチャートアウトするまでのあいだ、合計13週にもわたってトップ10に残り続けるヒットとなった。このシングルは、RIAAよりゴールドの認定を受けている。

## リミックス
この楽曲のリミックスには、シャイン、カニエ・ウェスト、トゥイスタ、ジャーメイン・デュプリが参加している。

## ミュージック・ビデオ
この楽曲のミュージック・ビデオは、クリス・ロビンソンが監督を、アッシャーが副監督を務めており、クリスは次作となる4作目のシングル「マイ・ブー」でも監督を務めている。

## 収録曲と規格
イギリス CD 1
1. コンフェッションズ・パート2
2. マイ・ブー（Duet with アリシア・キーズ）

イギリス CD 2
1. コンフェッションズ・パート2
2. マイ・ブー
3. コンフェッションズ・パート2（Remix featuring シャイン, カニエ・ウェスト & トゥイスタ）
4. コンフェッションズ・パート2（ミュージック・ビデオ）
5. マイ・ブー（ミュージック・ビデオ）

## 余談
リミックス版のオープニング部分にある、電話の呼び出し音の後に続く女性とアッシャーが「Hey!」「Hey, what's up?」と会話している部分が、「『はい？』『電話した！？』」と日本語で聞こえるため空耳アワーとしてタモリ倶楽部で紹介され、空耳アワードグランプリを受賞したことがある。